# Diego Pazos
Diego Pazos García (Sarria, Lugo, 1857 - 1920) fue un jurista, historiador y registrador de la propiedad español.

## Trayectoria
Nació y murió en la localidad de Sarria, a la que estuvo unido sentimentalmente toda su vida, aunque tuvo que pasar en Madrid la mayor parte de ella por razones profesionales. Cursó en Santiago de Compostela la carrera de Jurisprudencia y se doctoró en Derecho por la Universidad de Madrid. Ingresó por oposición en el cuerpo de Registradores de la Propiedad, del que llegó a ser presidente. Dedicado plenamente al estudio, no llegó a formar una familia.
La mayor parte de sus obras hacen referencia a temas económicos y sociales que tienen relación con su profesión, y que merecieron entre otros premios los de la Exposición Internacional de Demografía e Higiene de Madrid, en 1889, y sendas recompensas de la Real Academia de Ciencias Morales y Políticas en 1893 y 1905. Por otra parte, publicó numerosos artículos sin firma en la revista madrileña La Administración.
Es también autor de una historia de Sarria que abarca desde la prehistoria hasta el siglo XVIII y que debe interpretarse como un homenaje a su localidad natal, que le correspondió dedicándole una de sus calles principales.

## Obras
- Ensayo sobre la estadística de Registros de la propiedad en España y en el extranjero, teórica y prácticamente considerada, Madrid, Imprenta de José Gil y Navarro, 1889
- Sobre el Registro de la propiedad en la teoría y en la aplicación, particularmente en España, Madrid, E. Jaramillo y Cía., 1890
- La división de las fincas rústicas en España, Madrid, 1893
- Reseña de la organización y trabajos de la estadística oficial en España, Madrid, 1897
- Reformas que convendría introducir en los Presupuestos del estado y en su discusión y aprobación por las Cortes, Madrid, Jaime Ratés, 1905
- La redención de foros. Situación presente, Madrid, Imprenta Alemana, 1908
- La cuestión agraria en Irlanda y referencias á la de España, Madrid, Jaime Ratés Martín, 1908
- Disposiciones que podrán impedir en España la división de las fincas rústicas, cuando esta división perjudica el cultivo, Madrid, Imprenta del Asilo de Huérfanos, 1909
- Asociación de Registradores de la Propiedad en España. Memoria que publica su Junta Central, redactada y ordenada por el Presidente de la misma, Madrid, R. Velasco, 1913
- Apuntes acerca de la Historia de la villa y comarca de Sarria, Madrid, Jaime Ratés, 1916
- Historia de la villa y comarca de Sarria, s. l., 1916 (ed. facs., Lugo, Alvarellos, 1980)
- Política social agraria en España. Problemas, situación y reformas, Madrid, Jaime Ratés, 1920.